# General Pizarro
General Pizarro é um município da província de Salta, na Argentina.